# سيمون كينغ (لاعب كريكت)
سيمون كينغ (4 سبتمبر 1987 في المملكة المتحدة - ) (بالإنجليزية: Simon King)‏ هو لاعب كريكت بريطاني. لعب مع نادي مقاطعة سري للكريكت ‏.